# Zapotitlán
Zapotitlán est une ville du Guatemala dans le département de Jutiapa.